# Hälgenäs
Hälgenäs is een plaats in de gemeente Västervik in het landschap Småland en de provincie Kalmar län in Zweden. De plaats heeft 138 inwoners (2005) en een oppervlakte van 48 hectare.